# Nachal Sorek
Der Nachal Sorek (hebräisch נַחַל שׂוֹרֵק Nachal Sōreq, auch Nahal Sorek oder Nahal Soreq transkribiert), auch Wadi aṣ-Ṣurar (arabisch وادي الصرار, DMG Wādī aṣ-Ṣurār), ist ein Fluss in Israel. Er wird bereits im Alten Testament als Wohnort der Philisterin Delila (Ri 16,4) erwähnt. Der Name bezieht sich vermutlich auf besonders beliebte, rote Trauben (vgl. soreqāh in Gen 49,11 und soreq in Jes 5,2 und Jer 2,21), die in diesem Tal wuchsen. Der hebräische Name blieb auch im arabischen Ortsnamen Khirbet Sūrêq erhalten. Am Fluss gelegen ist das 1955 errichtete Soreq Nuclear Research Center und die 2013 in Betrieb genommene Sorek-Entsalzungsanlage.

## Verlauf
Der Sorek entspringt im Judäischen Bergland im Westjordanland südlich der Stadt Ramallah (nordwestlich des stillgelegten Jerusalemer Flughafens Atarot). Die Quellen des Sorek sind heute kontaminiert durch Schwermetalle. Er durchfließt von Nord nach Süd das palästinensische Gouvernement Jerusalem und schwenkt, sobald er das Stadtgebiet Jerusalems berührt, nach Südwesten. In dieser Richtung durchfließt er die westlichen Vororte Jerusalems, wo er beim Moschav Beit Zayit zum Beit-Zayit-Stausee aufgestaut wird. Südwestlich von Jerusalem trifft er auf die Bahnstrecke Jerusalem–Jaffa, die bis dahin dem Nebenfluss Nachal Refa’im gefolgt ist und nun dem gewundenen Tal des nach Westen fließenden Sorek folgt. Hinter Bet Schemesch schwenkt der Fluss nach Nordwesten, und bald darauf trennen sich Flusslauf und Bahnstrecke, die sich in Richtung Lod fortsetzt, während der Fluss dem Mittelmeer zustrebt, in das er nördlich des Kibbuz Palmachim mündet.

## Regionalverband
Der Nachal Sorek ist ein Regionalverband, der nach dem Fluss Nachal Sorek benannt wurde.
Das Kabinett genehmigte 2010 in diesem Gebiet den Bau der „weltweit größten Wasseraufbereitungs- und Entsalzungsanlage“, die 2013 in Betrieb genommen wurde. Im Juni 2018 wurde beschlossen, eine sechste Anlage, die zweite in Sorek, zu bauen.

## Sorek-Höhle
Nahe dem linken Ufer des Sorek, kurz bevor dieser Bet Schemesch erreicht, befindet sich eine der größten Höhlen Israels, die Sorek-Höhle, auch Absalom-Höhle genannt. Sie ist 91 m lang, 80 m breit und 15 m hoch. Ihre Stalaktiten sind bis zu 300.000 Jahre alt. Die Höhle wurde 1968 entdeckt und 1975 mit dem umliegenden Gelände am Sorek unter Naturschutz gestellt.